# توبي سبينس
توبي سبينس (بالإنجليزية: Toby Spence)‏ هو مغني ومغني أوبرا وموسيقي بريطاني، ولد في 22 مايو 1969 في لندن في المملكة المتحدة.

## وصلات خارجية
- توبي سبينس على موقع ميوزك برينز (الإنجليزية)
- توبي سبينس على موقع أول ميوزيك (الإنجليزية)
- توبي سبينس على موقع ديسكوغز (الإنجليزية)